# القوات الجوية الفرنسية
القوات الجوية الفرنسية هو سلاح الجو التابع للقوات المسلحة الفرنسية. تم تشكيلها في عام 1909 و سُميت Aéronautique militaire، وهي ذراع لخدمة الجيش الفرنسي، ثم أصبحت ذراعا عسكريا مستقلا في عام 1933. يشغل سلاح الجو الفرنسي 780 طائرة، مما يجعله رابع أكبر قوة جوية من حيث عدد الطائرات في حلف الناتو، والثاني في الاتحاد الأوروبي بعد سلاح الجو الملكي.

## التاريخ
تولى الفرنسي اهتماما نشطا في تطوير القوات الجوية من عام 1909 والحرب العالمية الأولى وكان المقاتل first الطيارين. خلال ما بين الحربين العالميتين سنة، ومع ذلك، لا سيما في 1930s ، ونوعية بعد أن سقطت مقارنة مع فتوافا ، والتي سحقت الفرنسية خلال معركة فرنسا.
في حقبة ما بعد الحرب العالمية الثانية، أدلى الفرنسية محاولة ناجحة لتطوير صناعة الطائرات المحلية. شركة داسو للطيران قاد الطريق مع دلتا الجناحين التصاميم، والتي شكلت الأساس ميراج سلسلة من طائرات مقاتلة. أظهرت ميراج قدراته في حرب الأيام الستة وحرب الخليج ، وأصبحت واحدة من المقاتلات النفاثة، الأكثر شعبية من اليوم، مع كمية عالية من المبيعات. وشارك سلاح الجو الفرنسي في عدة حروب الاستعمارية التي طال أمدها في أفريقيا والهند الصينية بعد الحرب العالمية الثانية، وتستمر في توظيف قوتها الجوية في عمليات حفظ السلام الأفريقية. خلال 1960s ، واصلت فرنسا لسياسة التسلح النووي، لردع العدوان السوفياتي. في داسو ميراج الرابع ، والمهاجم الرئيسي الاستراتيجية الفرنسية، وصمم لضرب مواقع السوفياتي كجزء من ثالوث النووية الفرنسية.
حاليا، وسلاح الجو الفرنسي هو توسيع واستبدال الطائرات المخزون. الفرنسيون ينتظرون A400M طائرة النقل العسكرية، التي لا تزال في مراحل التطوير والتكامل من جديد رافال مقاتلة متعددة الأدوار، كان أول سرب من 20 طائرة دخلت حيز التنفيذ في 2006 في سانت ديزيه.
بعد غياب عدة عقود دائمة، والرئيس الفرنسي نيكولا ساركوزي وأكد أن فرنسا ستعاود الانضمام إلى قيادة حلف شمال الأطلسي متكاملة. وقد اتخذت فرنسا أيضا زمام المبادرة في تنفيذ برنامج الأمم المتحدة برعاية منطقة حظر الطيران في ليبيا، ونشر 20 طائرة مقاتلة إلى بنغازي في الدفاع عن مواقعها المتمردين والسكان المدنيين.

## الحالة
يتم تنظيم ALA إلى ثلاثة مستويات :-

### القيادة الوسطى

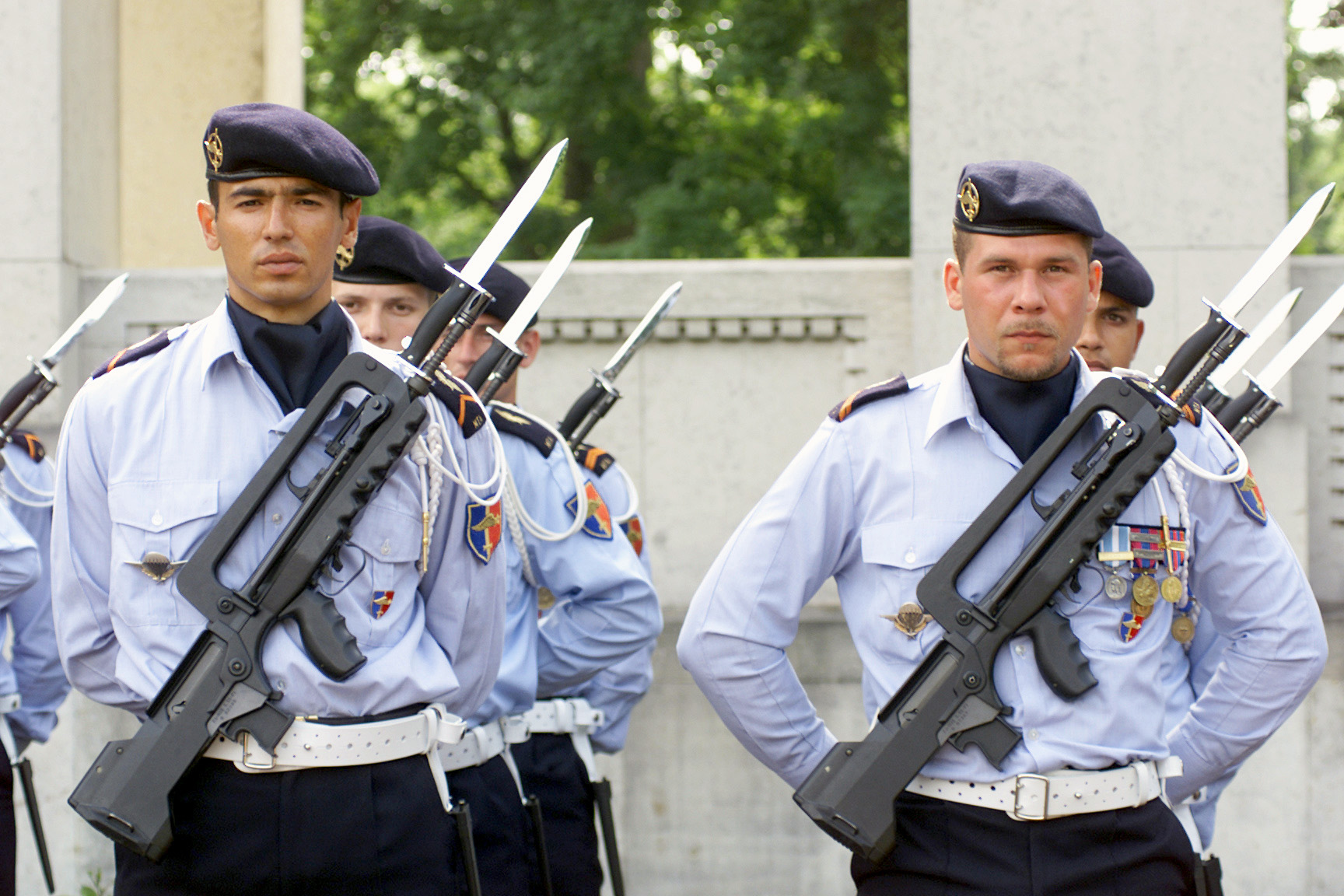
المشاة للقوات الجوية الفرنسية

في رئيس الجمهورية الفرنسية ، نيكولا ساركوزي ، هو رئيس القوات المسلحة ، المسؤول عن السياسة الدفاعية الشاملة. في رئيس الوزراء هو المسؤول عن الدفاع الوطني ووزير الدفاع هي المسؤولة عن تنفيذ السياسة العسكرية.
ونصح كل من رئيس هيئة أركان الجيوش (CEMA) في ما يتعلق باستخدام القوات والسيطرة على العمليات العسكرية. رئيس هيئة الأركان سلاح الجو (CEMAA) يحدد المذاهب سلاح الجو ويقدم المشورة للCEMA كيفية نشر الفرنسية الأصول الجوية. وهو مسؤول عن إعداد وتقديم الدعم اللوجستي للقوات الجوية. ويساعد وCEMAA من قبل القوة الجوية والموظفين ' من قبل التابعة خدماتها. وأخيرا، ساعد CEMAA بواسطة التفتيش على سلاح الجو (IAA) والقوات الجوية الخدمات الصحية التفتيش (ISSAA).

### الكبرى الأوامر التنفيذية والعضوية
في ALA يتم فصل المسؤوليات في نوعين رئيسيين من الأوامر : الأوامر التنفيذية (المباشرة المسؤولة عن نشر القوة) وأوامر العضوية (المسؤولة عن التكييف والدعم اللوجستي). هذه الأوامر قد تخضع للتغيير قبل عام 2010 (انظر في المستقبل).
؛ القيادة الجوية الاستراتيجية، CFAS
كل القوات الجوية وتوضع الأصول النووية في هذا الأمر وهو المسؤول عن الحالة التشغيلية ونشر هذه الأسلحة في نهاية المطاف. وCFAS هو واحد من اثنين من ركائز قوة الردع النووية الفرنسية. وقد CFAS 3 أسراب المزدوج قادرة ميراج 2000N مقاتلة / القاذفات القادرة على حمل النووية الهواء سول Moyenne Portée المواجهة الصاروخية وسرب من C-135FR الناقلات بالوقود أثناء الطيران تحت تصرفها للقيام بمهامهم. وCFAS القائد العام هو المسؤول عن تنفيذ هذه المهمة.
؛ CDAOA الهواء والجو وزير الدفاع قيادة العمليات
هذه القيادة العامة هي المسؤولة عن جميع العمليات الجوية في زمن السلم خدمة الجمهور، للدفاع عن المجال الجوي الفرنسي وبالنسبة لجميع العمليات الجوية الهجومية والدفاعية في حالة حرب.
؛ القيادة الجوية CFA - المشتركة
والأمر الجديد الذي تم افتتاحه في عام 2006. فهي مسؤولة لضمان والحفاظ على الظروف التشغيلية لجميع فروع القوات الجوية الآن وفي المستقبل. في اليوم الحاضر CFA يتألف من
- أسراب مقاتلة 16 و25 أسراب الدفاع الجوي
- 1 سرب الحرب الإلكترونية
- محاكاة ومراكز التعليم

على القواعد الجوية في أوروبا والخارج وCFA 16m000 أفراد، و279 طائرة مقاتلة و122 طائرة نقل وطائرات هليكوبتر 85.
؛ CASSIC مراقبة الهواء والمعلومات والاتصالات نظم القيادة
وقد تم بالفعل حل هذا الأمر، وتم نقل الموظفين 8100 ، عمل في السابق لدى CASSIC الأخرى القائمة الأوامر للقوات الجوية، وإلى DIRISI والاتصالات المؤقتة الدفاع المشترك وتنظيم الاستخبارات.
CDAOA ، ومقرها في باريس وليون والخطط وتنفيذ جميع العمليات الجوية. هي جزء لا يتجزأ الموظفين السابقين CASSIC هنا لتطوير التدريبات والعمليات في الخارج.
CFA تستعد القوات. منذ عام 2007 ، انضم 38 ٪ السابقين CASSIC أفراد لواء السيطرة على المجال الجوي الذي يسيطر على الأرض أيضا جميع وحدات الدفاع الجوي.
CSFA ، ومقرها في بوردو، وحراس للأصول الفنية واللوجستية. منذ عام 2006 اتخذت حول المشروعات السابقين CASSIC كثيرة.
؛ تدريب القوة الجوية، أجمل قيادة
المسؤول عن تدريب جميع العاملين في القوة الجوية الجديدة فضلا عن التقنية والعمل على تدريب أفراد القوات الجوية الأخرى، فضلا عن ضباط وضابط صف التدريب. أجمل مسؤولة أيضا عن جميع المدارس ومرافق التدريب.
؛ CFPSAA - قيادة الدعم التشغيلي
هذا الأمر هو المسؤول عن الاستعداد التشغيلي ونشر كل قاعدة حماية أسراب، الكلب معالجات، فرق الإطفاء، والمظليين ومخيم نهر البارد وتطهير الأفراد. في عام 2007 ، تمت إعادة تسمية CFPSAA BAFSI (لواء Aérienne قصر قوات امن دي التدخل ديفوار وآخرون).

### القيادة الجوية
الأمر قاعدة جوية مستويات هي الأصول القتالية للجيش الإنقاذ. قائد القاعدة الجوية والسلطة على جميع الوحدات المتمركزة على قاعدته. اعتمادا على المهام وحدة هذا يعني انه هو المسؤول عن حوالي 600-2500 الموظفين.
ويجري نشاط الطيران في فرنسا من قبل شبكة من منصات وقواعد والفرنسية أنظمة رادار للدفاع الجوي. كانت مدعومة من قبل القواعد، التي تخضع لإشراف وصيانتها من قبل الموظفين، ومراكز العمليات، ومخازن وورش العمل والمدارس.
سواء في فرنسا أو في الخارج، وقد أسس بنية تحتية مماثلة تقريبا لتقديم الدعم موحدة. هذا الوضع يسمح بإنشاء التشغيلية بسرعة وسهولة من قواعد جوية خارج فرنسا.
في الخارج، والمقاتلين، وطائرات النقل والمروحيات السماح للاستجابة السريعة لأي طلب للحصول على المساعدة التي تندرج في إطار الاتفاقات الدولية. في المتوسط، وهي قاعدة المنصة، التي تتألف من نحو 1500 فردا (ما يقرب من 3500 شخص بما في ذلك الأسرة) ، وتوفر دفعة اقتصادية للمنطقة السنوية الخمسين من حوالي 60 مليون يورو. وبالتالي، تحديد مواقع القواعد الجوية ليشكل جزءا رئيسيا من التخطيط الإقليمي.

## القواعد

### المنطقة الشمالية

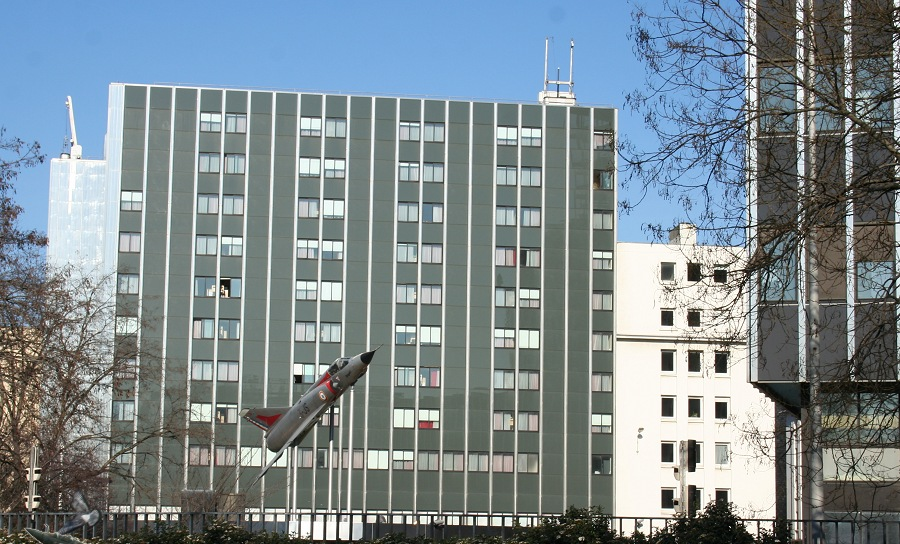
BA117 باريس ، مقر للقوات الجوية الفرنسية

- بكالوريوس 102 ديجون الجوية. أسراب جوية مجهزة للدفاع ميراج 2000-5.
- بكالوريوس 103 كامبراي الجوية. وحدات مجهزة أساسا مع ميراج 2000 RDI الاعتراضية.
- BA 105 إفرو الجوية. الأمر، والدعم التشغيلي واللوجستي.
- بكالوريوس 107 فيلاكوبلاى الجوية. طائرات الهليكوبتر ووحدات النقل الجوي الثقيلة.
- بكالوريوس 110 كريل الجوية. الثقيلة وحدات النقل الجوي مع كازا CN-235/100 لمسافة قصيرة ومع ايرباص A310 - 300.
- بكالوريوس 112 ريمس الجوية. استطلاع تابعة sqn التكتيكية مع ميراج F1 CR.
- بكالوريوس 113 سانت ديزيه الجوية. sqn الانتقال للجديد داسو رافال C.
- BA 116 لوكسوي Luxeuil الجوية. CFA مخزون ضربة نووية. sqns الإضراب مجهزة ميراج 2000N.
- بكالوريوس 117 باريس الجوية. القيادة الوسطى.
- بكالوريوس 123 اورليان الجوية. CFAP السابق وCASSIC موقع القيادة. CFPSAA قيادة العمليات.
- بكالوريوس 128 ميتز الجوية. موقع الأمر CFA ، مختلطة جديدة sqn النقل الجوي.
- BA - 132 كولمار Meyenheim. أسراب تكتيكية مجهزة ميراج F1 - CT
- بكالوريوس 133 نانسي Ochey الجوية. أسراب مقاتلة ميراج 2000D ، sqns SAM.
- بكالوريوس 217 Brétigny. شؤون الموظفين / NCO اختيار وحدات لوجستية.
- بكالوريوس 279 Châteaudun الجوية. طائرة تخزين القاعدة.
- BA 702 Avord الجوية. CFAS مخزون ضربة نووية. بوينغ إي-3 سينتري (أواكس) وحدة. رحلات الطيران بالوقود كيه سي -135 وحدة
- بكالوريوس 705 جولات الجوية. المدرسة مقاتلة تدريب الطيارين.
- BA Drachenbronn 901. رادار للدفاع الجوي الأمر الإبلاغ المركز.
- BA تافيرني 921. القيادة الجوية الاستراتيجية (CFAS)
- DA 273 مفرزة رومورانتا الهواء. اللوجستي وحدة.
- DA الهواء Doullens 922 فصيلة. حل مركز القيادة بالتقرير.

### المنطقة الجنوبية
- بكالوريوس 101 تولوز الجوية. تعليمات وحدة النقل الجوي ترانسال C - 160 NG وأس إيه 330.
- بكالوريوس 106 ميريينا الجوية. نقل قاعدة الدعم لموظفي الهواء.
- 115 BA أورانج الجوية. الدفاع الجوي أسراب ميراج 2000D والانتقال sqn ميراج 2000B.
- بكالوريوس 118 مونت دي مارسان الجوية. منزل CEAM ، والتجريب سلاح الجو وتنظيم محاكمات عسكرية، الأمر رادار للدفاع الجوي إبلاغ المركز، مركز التعليم من أجل السيطرة للدفاع الجوي.
- بكالوريوس 120 Cazaux الجوية، التي تقع جنوب غرب ميناء مدينة بوردو. طائرة سلاح الجو المخزونات.
- BA 125 ايستر الجوية. CFAS مخزون ضربة نووية. سرب الإضراب مجهزة ميراج 2000N. ترانسال C - 160 G رحلة الاتصالات الاستراتيجية. وحدة للتزود بالوقود في الأجواء مع C - 135RF. CEAM ، سلاح الجو مركز الخبرة العسكرية.

### ما وراء البحار
- بكالوريوس 160 داكار اكام ، وأفريقيا. وحدات مختلطة.
- بكالوريوس 181 جزيرة ريونيون. وحدات مختلطة.
- بكالوريوس 188 جيبوتي ، وأفريقيا. وحدات مختلطة.
- عناصر الهواء نجامينا / تشاد. وحدات مختلطة.
- بكالوريوس 190 بولينيزيا الفرنسية. وحدة مختلطة.
- بكالوريوس 365 مارتينيك. وحدة مختلطة.
- بكالوريوس 367 غيانا الفرنسية ، وأمريكا الجنوبية. وحدات مختلطة.

## طائرات المخزون
اعتبارا من 2010—2011 ، وفقا لFlightglobal و[سلاح الجو الفرنسي] تعمل 790 طائرة في الخدمة الفعلية [3] [4].
سلاح الجو الفرنسي في الوقت الحالي 357 طائرة قتالية في الخدمة الفعلية. عام 2010 يسمح للهواء مفهوم الطائرات المقاتلة 300 في الخدمة بحلول عام 2015 ، ويتألف من الجيل الجديد من الطائرات المقاتلة رافال متعددة المهام وداسو ميراج 2000D.
| Aircraft                                           | Origin                   | Type                               | Versions                 | In service   | Notes        |              |
| طائرة مقاتلة                                       | طائرة مقاتلة             | طائرة مقاتلة                       | طائرة مقاتلة             | طائرة مقاتلة | طائرة مقاتلة | طائرة مقاتلة |
| -------------------------------------------------- | ------------------------ | ---------------------------------- | ------------------------ | ------------ | ------------ | ------------ |
| داسو ميراج 20005داسو ميراج 2000C                   | فرنسا                    | طائرة مقاتلة                       | Mirage 20005Mirage 2000C | 3152         |              |              |
| داسو رافال                                         | فرنسا                    | طائرة مقاتلة                       | Rafale BRafale C         | 55           |              |              |
|                                                    |                          |                                    |                          | Total 138    |              |              |
| طائرة هجوم أرضي                                    |                          |                                    |                          |              |              |              |
| داسو ميراج 2000Dداسو ميراج 2000B                   | فرنسا                    | طائرة هجوم أرضيطائرة تدريب         | Mirage2000DMirage2000B   | 7615         |              |              |
| داسو ميراج إف1                                     | فرنسا                    | طائرة تدريباستطلاع/طائرة هجوم أرضي | F1BCR/CT                 | 858          |              |              |
|                                                    |                          |                                    |                          | Total 157    |              |              |
| حرب نووية                                          |                          |                                    |                          |              |              |              |
| Dassault Mirage 2000N                              | فرنسا                    | حرب نووية                          | Mirage 2000N             | 62           |              |              |
|                                                    |                          |                                    |                          | Total 62     |              |              |
| التزود بالوقود جوا, AEW & استطلاع                  |                          |                                    |                          |              |              |              |
| بوينغ كيه سي -135                                  | الولايات المتحدة         | Aerial refueling                   | C-135FR                  | 14           |              |              |
| بوينغ إي-3 سينتري                                  | الولايات المتحدة         | Airborne early warning (AEW)       | E-3F                     | 4            |              |              |
| ترانساول سي-160                                    | فرنسا ألمانيا            | طائرة نقل عسكرية                   | C-160G Gabriel           | 2            |              |              |
|                                                    |                          |                                    |                          | Total 20     |              |              |
| طائرة نقل عسكرية                                   |                          |                                    |                          |              |              |              |
| إيرباص إيه 400إم                                   | الاتحاد الأوروبي         | طائرة نقل عسكرية                   | A400M                    | 0            | 50 on order  |              |
| SOCATA TBM                                         | فرنسا                    | طائرة نقل عسكرية                   | TBM 700                  | 15           |              |              |
| إيرباص إيه 340-200                                 | الاتحاد الأوروبي         | طائرة نقل عسكرية                   | A340-211                 | 2            |              |              |
| إيرباص إيه 310                                     | الاتحاد الأوروبي         | طائرة نقل عسكرية                   | A310-304                 | 3            |              |              |
| لوكهيد سي-130 هيركوليز                             | الولايات المتحدة         | طائرة نقل عسكرية                   | C-130H/C-130H-30         | 14           |              |              |
| سي أن-235                                          | إسبانيا                  | طائرة نقل عسكرية                   | CN-235-200/CN-235-200M   | 20           | 8 on order   |              |
| ترانساول سي-160                                    | فرنسا ألمانيا            | طائرة نقل عسكرية                   | C-160R                   | 51           |              |              |
| دي هافيلاند كندا دي إتش سي 6 توين أوتر             | كندا                     | Utility transport                  | DHC-6                    | 4            |              |              |
|                                                    |                          |                                    |                          | Total 109    |              |              |
| طائرة تدريب                                        |                          |                                    |                          |              |              |              |
| ألفا جت                                            | فرنسا                    | طائرة تدريب (Advanced)             | Alpha Jet E              | 120          |              |              |
| إمبراير إي إم بي 121 شنجو                          | البرازيل                 | طائرة تدريب                        | EMB 121                  | 28           |              |              |
| Jodel D-140 ‏                                       | فرنسا                    | طائرة تدريب                        |                          | 18           |              |              |
| Socata TB ‏                                         | فرنسا                    | طائرة تدريب                        | TB 30 Epsilon            | 46           |              |              |
| إكسترا إي إيه-300                                  | ألمانيا                  | طائرة تدريب (Aerobatic)            | Extra 300SC              | 1            |              |              |
|                                                    |                          |                                    |                          | Total 213    |              |              |
| طائرة نقل عسكرية                                   |                          |                                    |                          |              |              |              |
| يوروكوبتر إي سي 725 كاراكال                        | الاتحاد الأوروبي         | CSAR helicopter                    | EC 725                   | 6            |              |              |
| يوروكوبتر إيه إس 532يوروكوبتر إيه أس 332 سوبر بوما | الاتحاد الأوروبي         | Transport                          | AS 532ULAS 332L          | 10           |              |              |
| يوروكوبتر إيه إس 550 فنك                           | الاتحاد الأوروبي         | Utility                            | AS 555AN                 | 40           |              |              |
| ايروسباسيال أس إيه 330 بوما                        | فرنسا                    | Transport helicopter               | SA 330                   | 31           |              |              |
|                                                    |                          |                                    |                          | Total 87     |              |              |
| درونز (ألبوم)                                      |                          |                                    |                          |              |              |              |
| EADS Harfang                                       | الاتحاد الأوروبي إسرائيل | Drone MALE                         | Eagle One                | 4            |              |              |
|                                                    |                          |                                    |                          | Total 4      |              |              |
| Total aircraft in service                          |                          |                                    |                          |              |              |              |
|                                                    |                          |                                    |                          | Total 790    |              |              |

## الرتب
- général d'armée aérienne
- général de corps aérien
- général de division aérienne
- général de brigade aérienne

- colonel
- lieutenant-colonel
- commandant
- capitaine
- lieutenant
- sous-lieutenant

- aspirant
- aspirant non-élève
- aspirant EOPN
- aspirant élève
- élève officier

- major
- adjudant-chef
- adjudant
- sergent-chef
- sergent

- caporal-chef
- caporal
- aviateur de première classe
- aviateur de deuxième classe

## المستقبل
مثل منظمات الدفاع الحديثة للقوات الجوية الفرنسية في إعادة تنظيم أوامر والوحدات والأصول. ويسمى هذا المشروع لتبسيط القوات الجوية عام 2010 ، وهو العام للموعد النهائي لجميع التحولات. الأهداف الرئيسية لهذا المشروع هي لتبسيط هيكل القيادة، لتجميع كل القوة الجوية العسكرية والمدنية وظائف وترشيد وتحسين جميع وحدات القوات الجوية. الحل للوصول إلى هذه الأهداف ويبدو أن تغيير المنظمة إلى خمس قيادات رئيسية، بدلا من ال 13 السابقة، وعلى حل العديد من الأوامر والوحدات.
CDAOA (الدفاع الجوي وقيادة العمليات الجوية)
CFA (القوة الجوية الأوامر)
CSFA (القيادة اللوجستية)
DRHAA (البشرية الاتجاه مورد)
SAGF (الإدارة والخدمات المالية)

## معرض

### طائرات مقاتلة

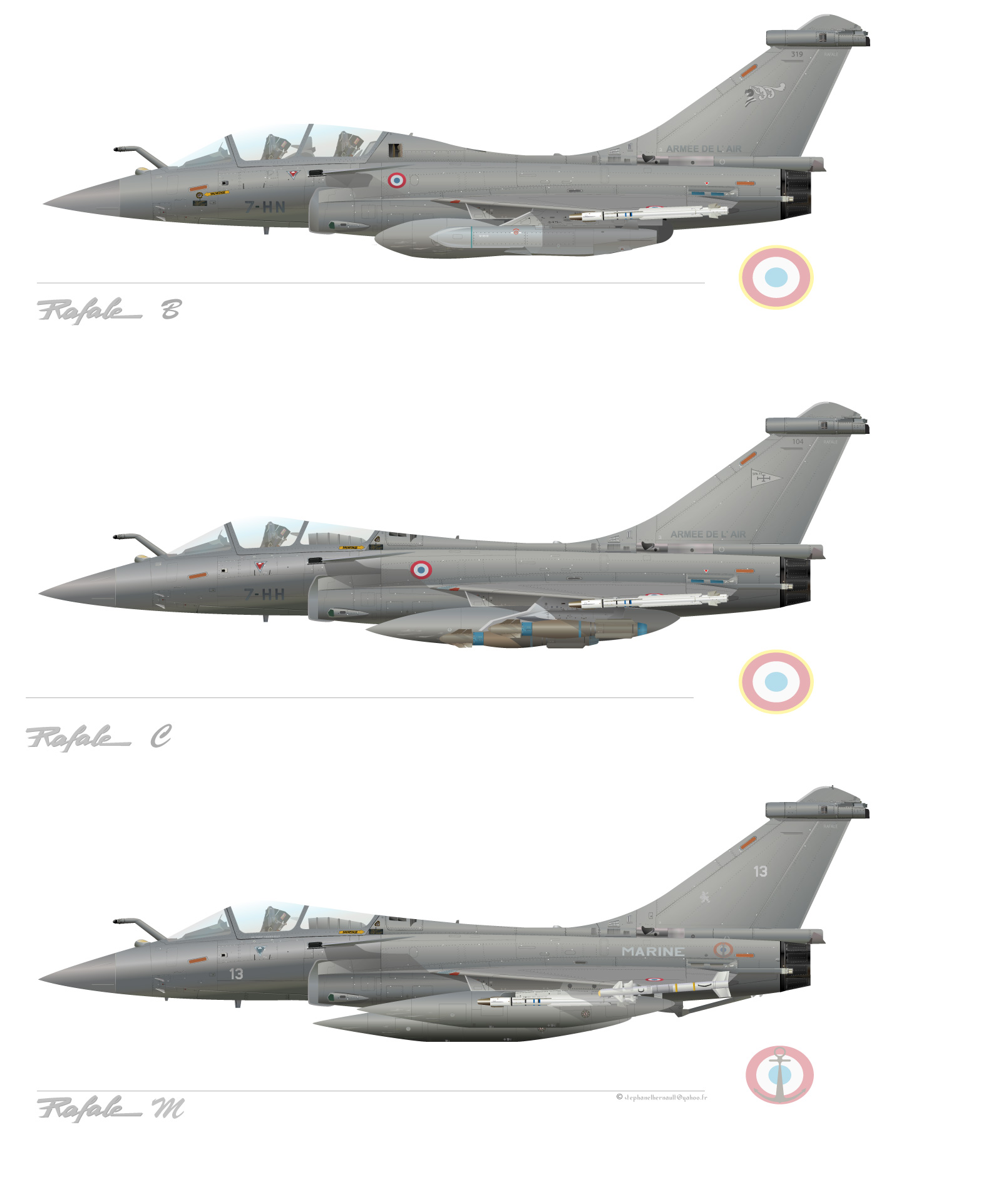
Rafale B/C
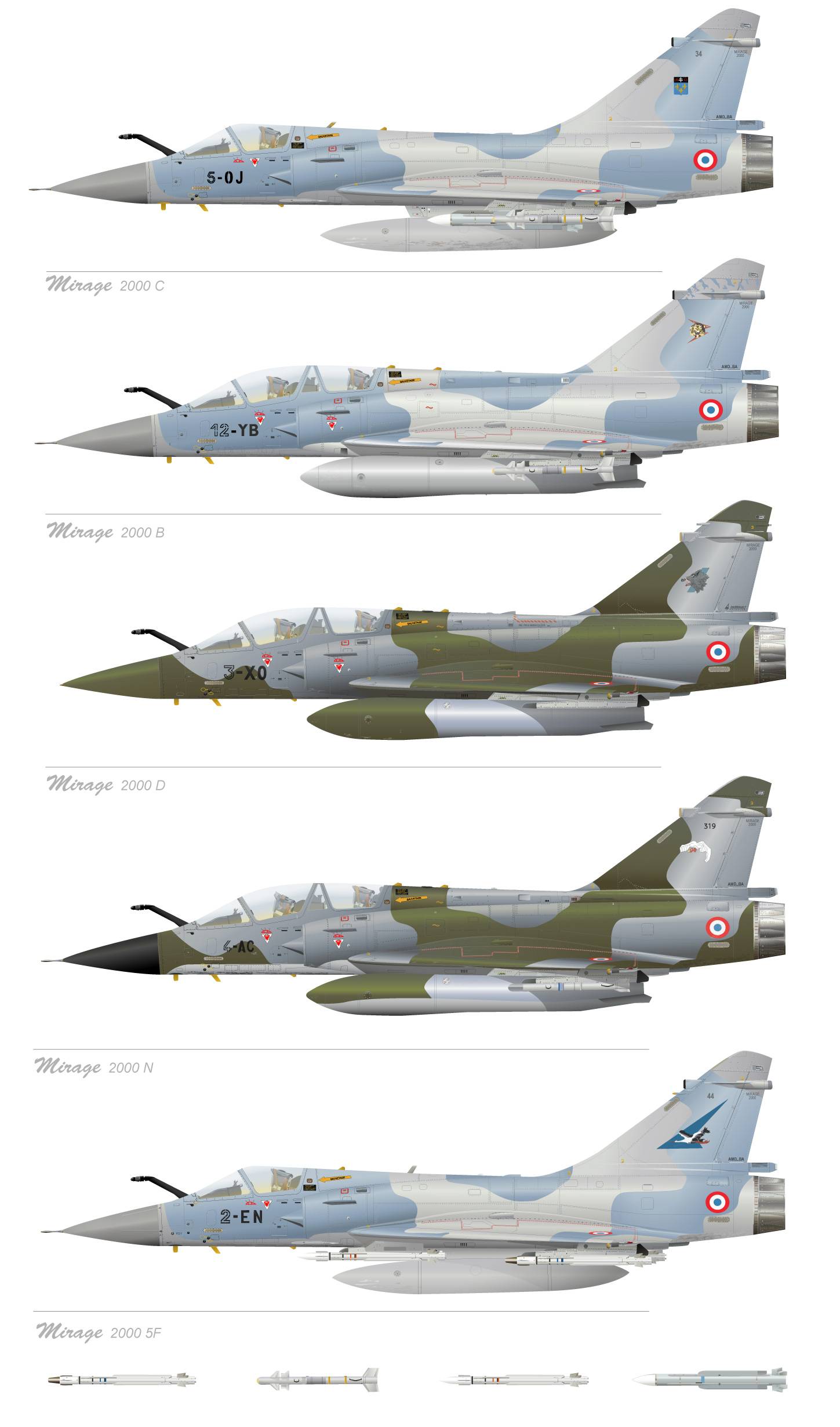
Mirage 2000 C/B/D/N/5F
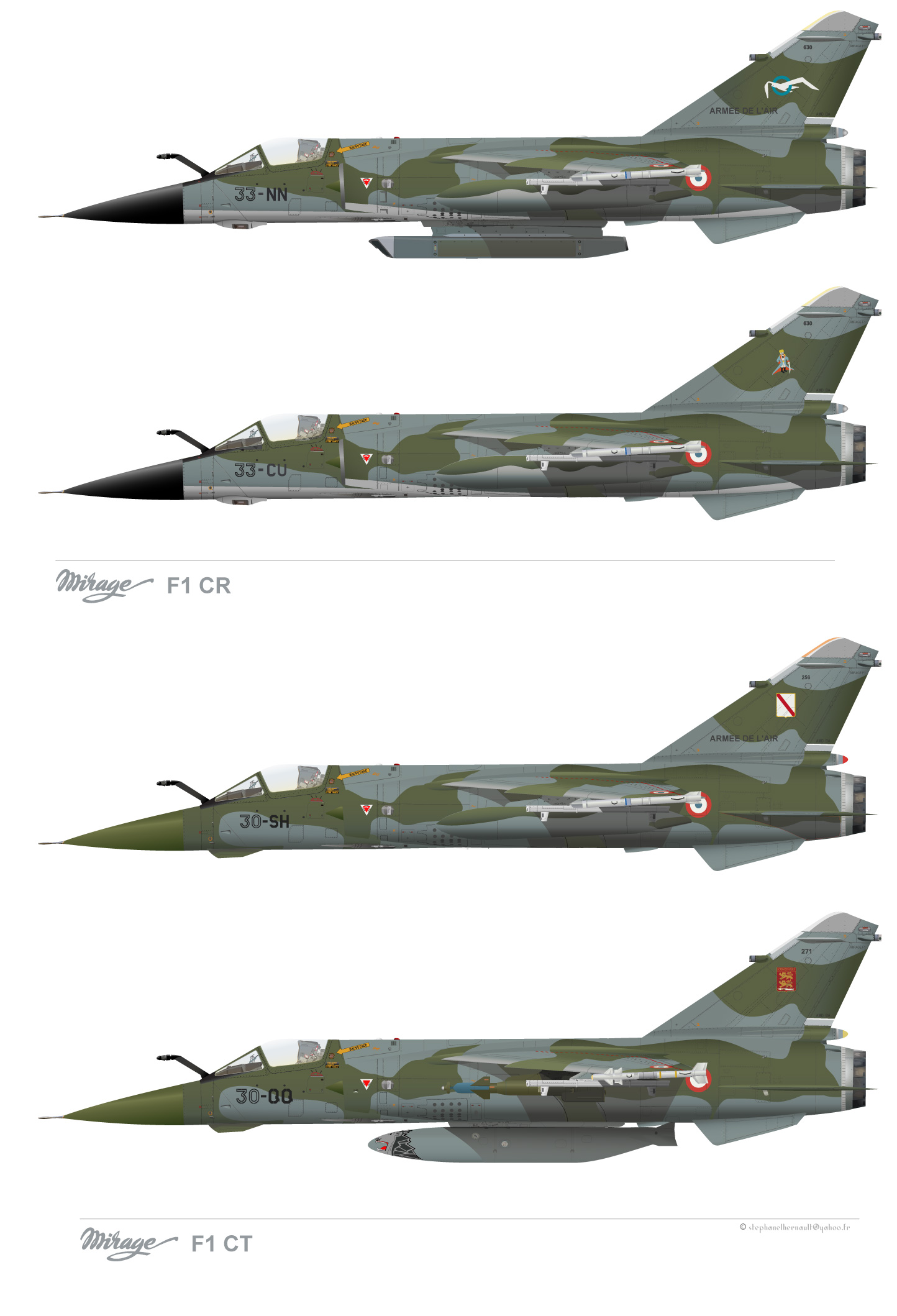
Mirage F1 CR & CT

### طائرات النقل

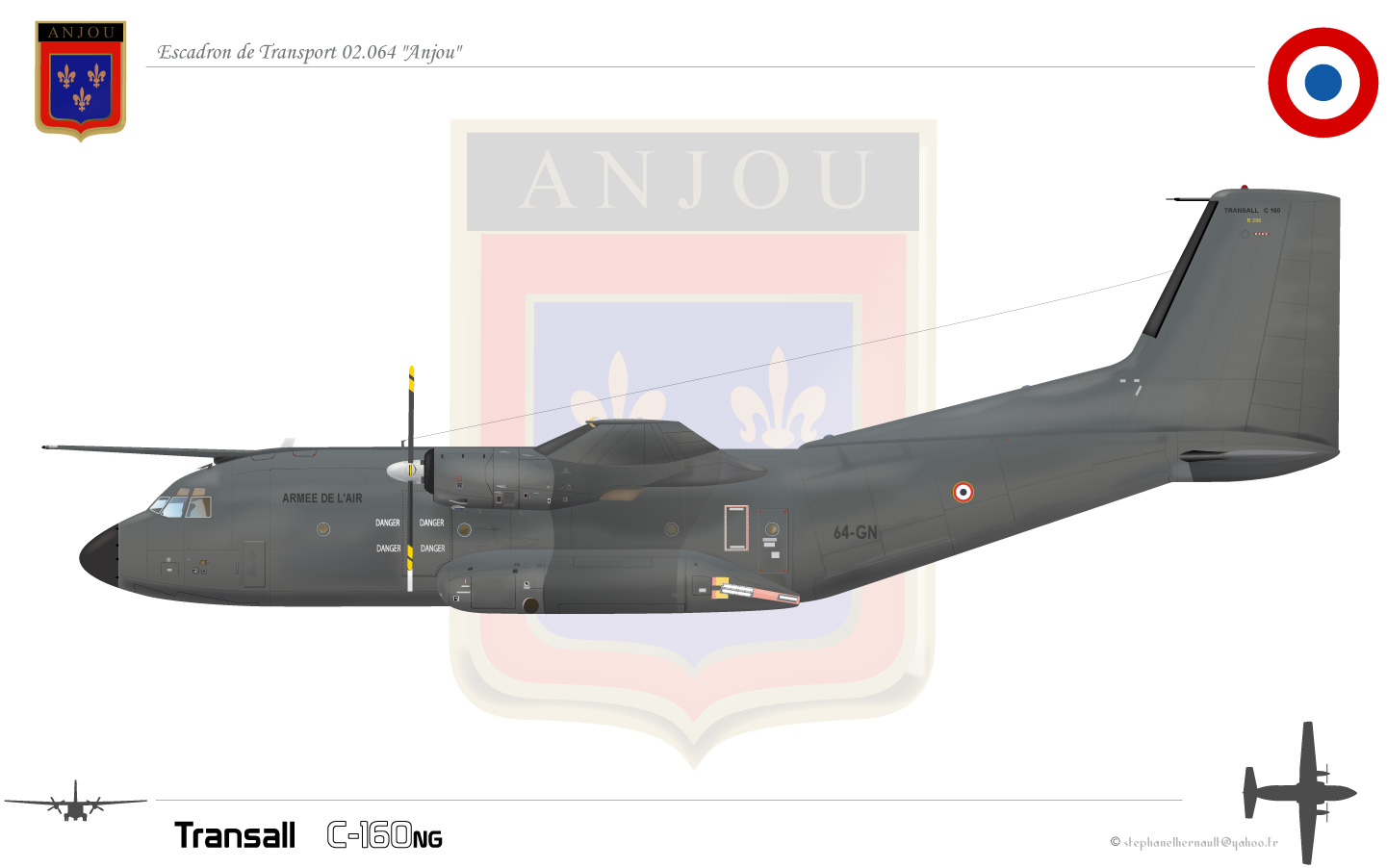
Transall C160NG escardon Anjou
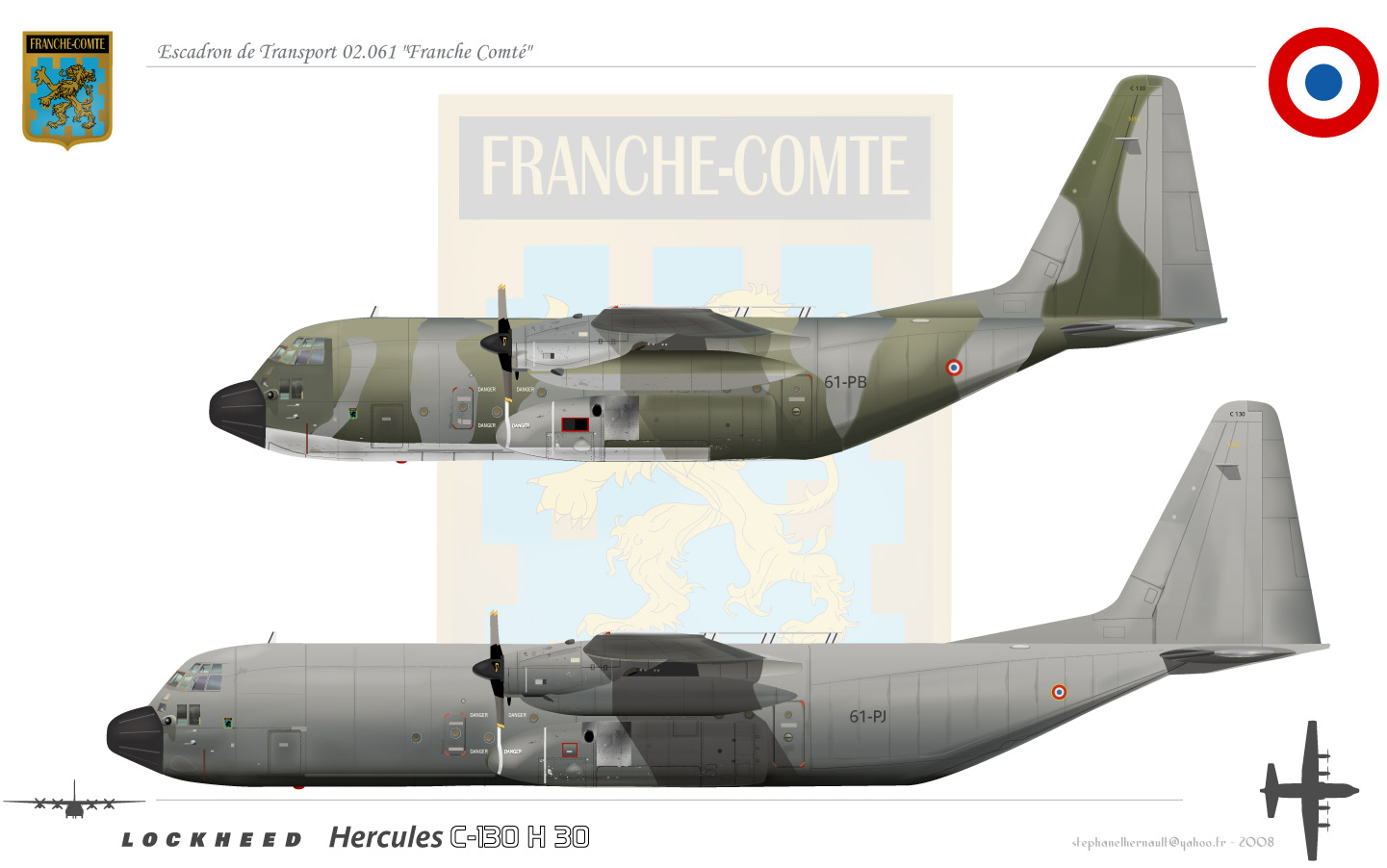
Hercules C130H & C130H30 escadron Franche Comté
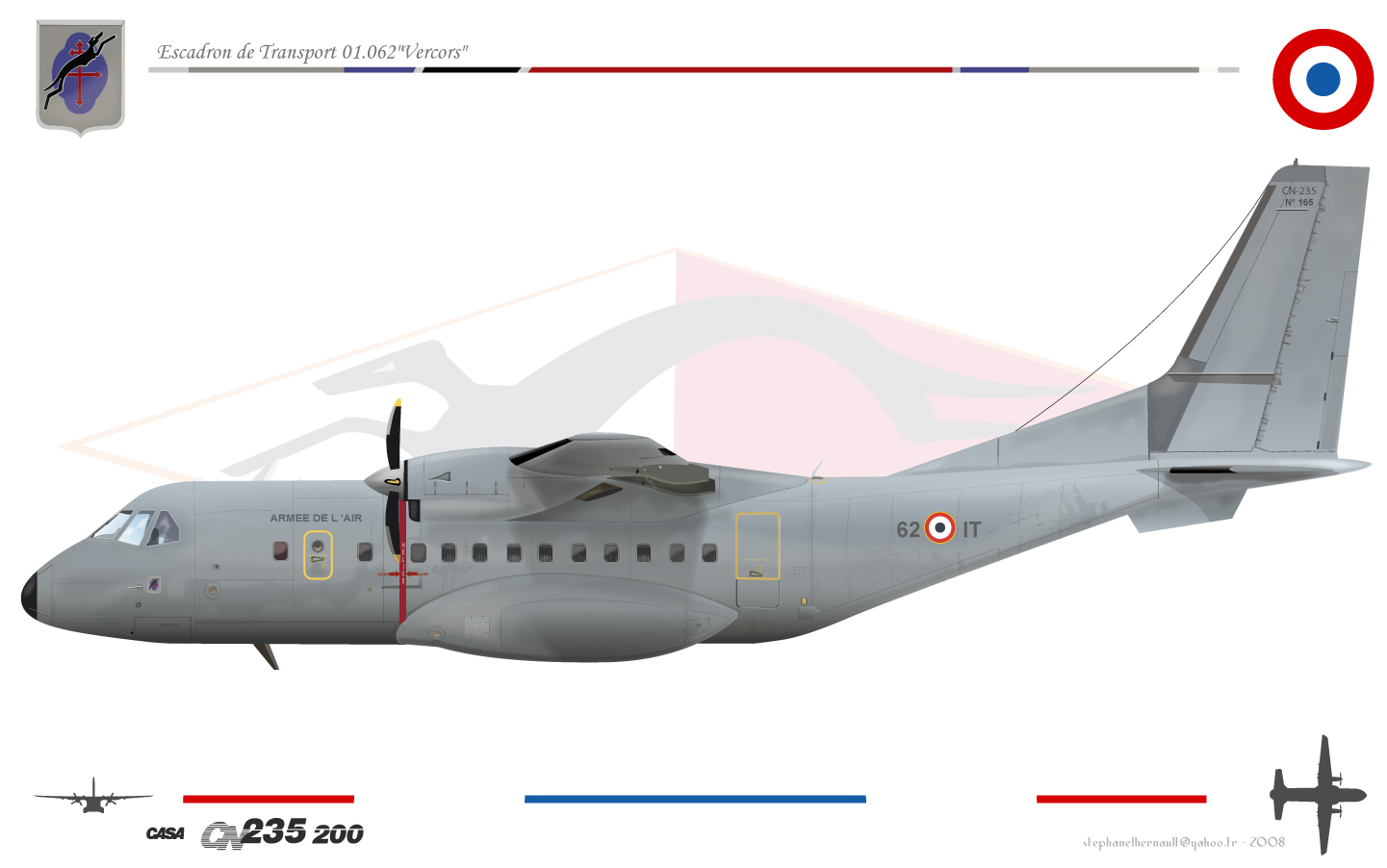
Casa Cn 235-200 escadron vercors
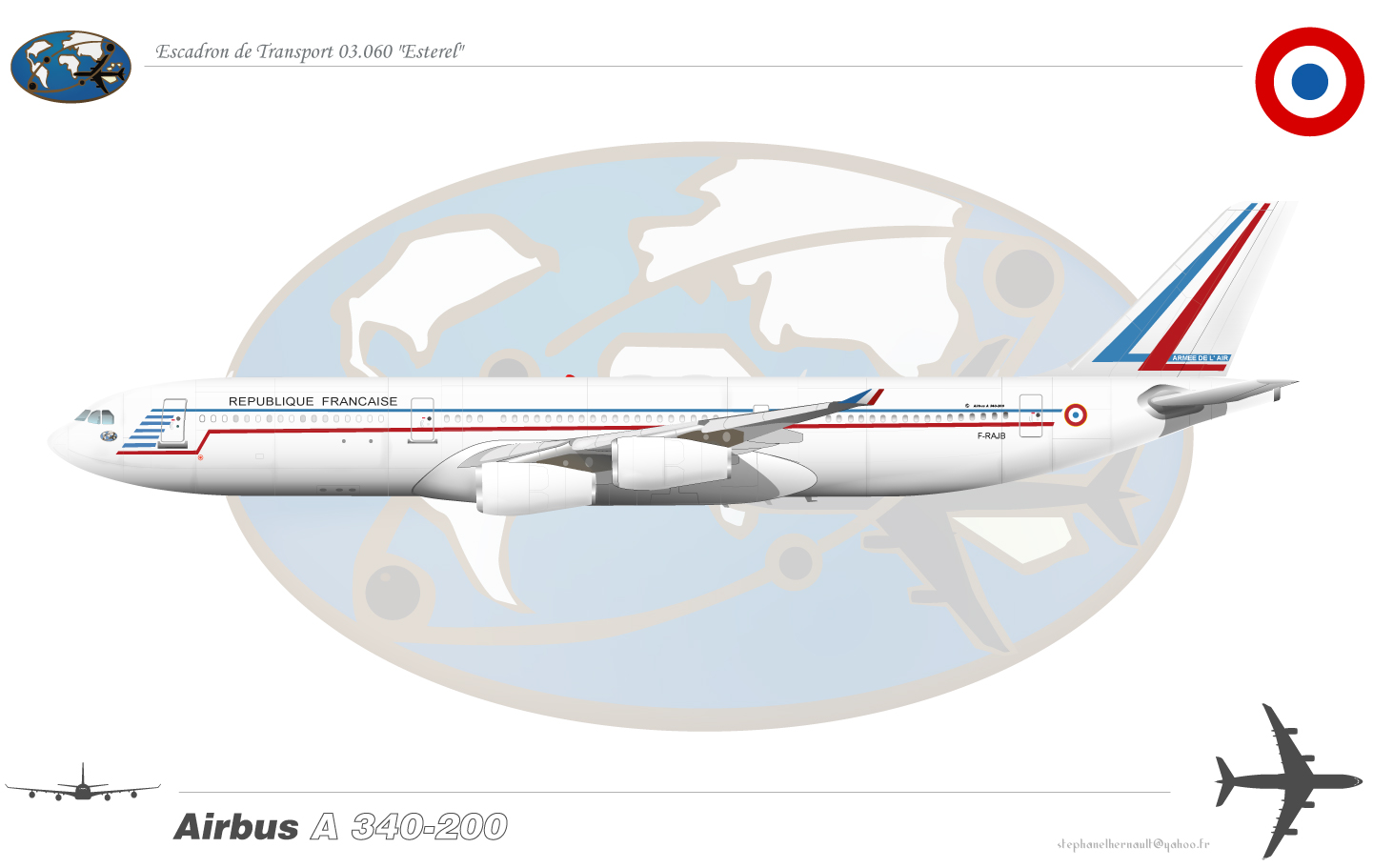
Airbus A340 escadron Esterel
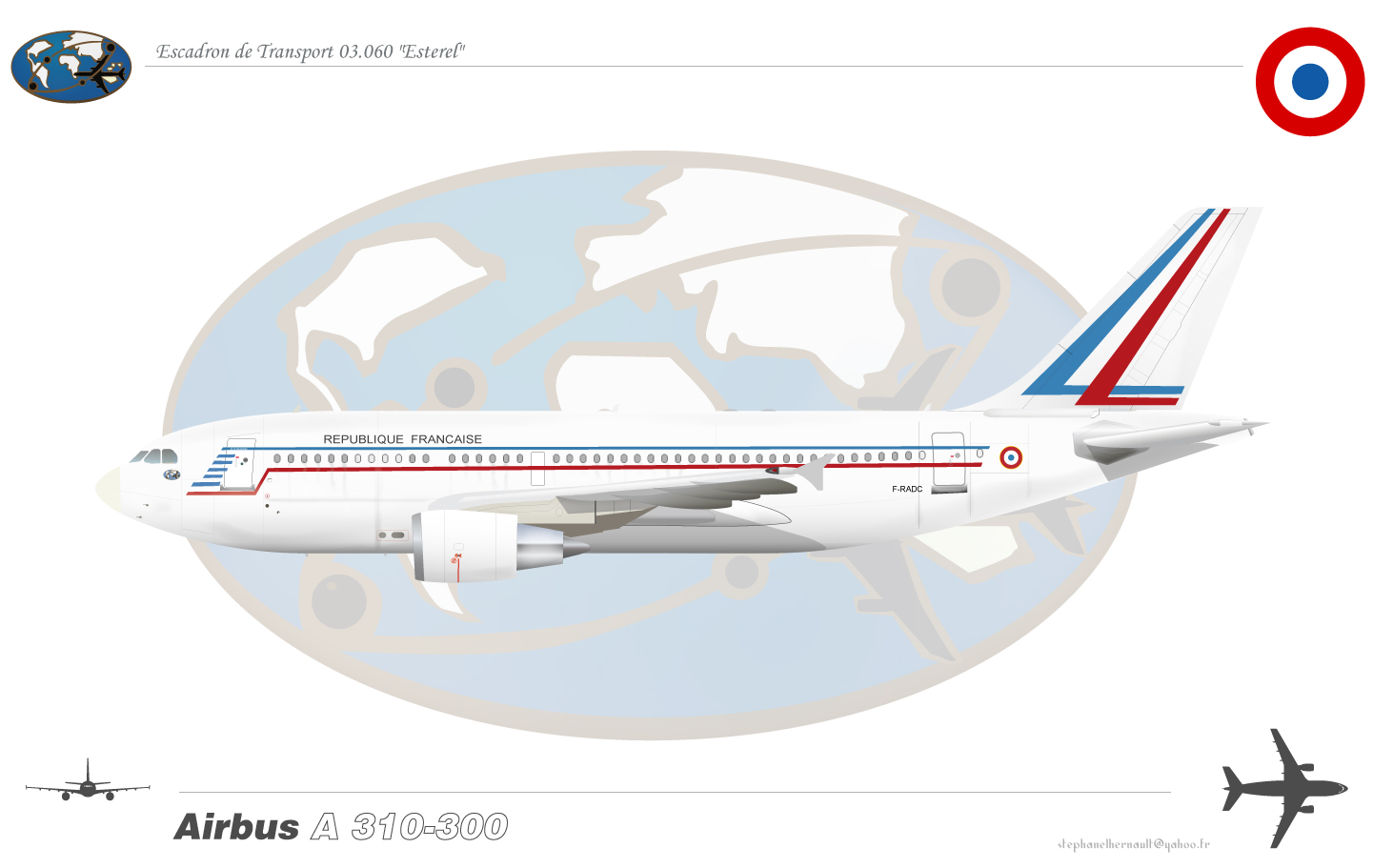
Airbus A310 escadron Esterel
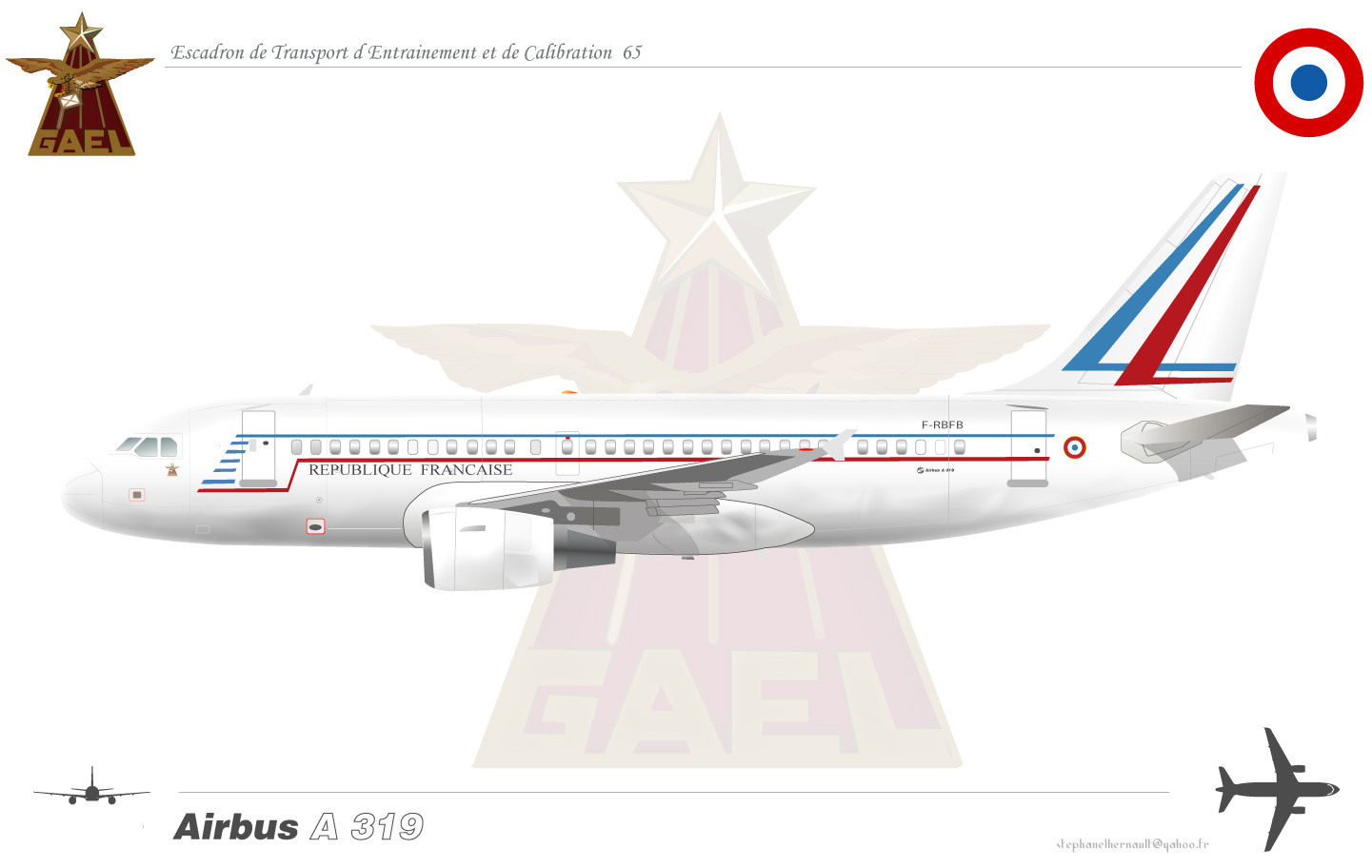
Airbus A319 ETEC 65
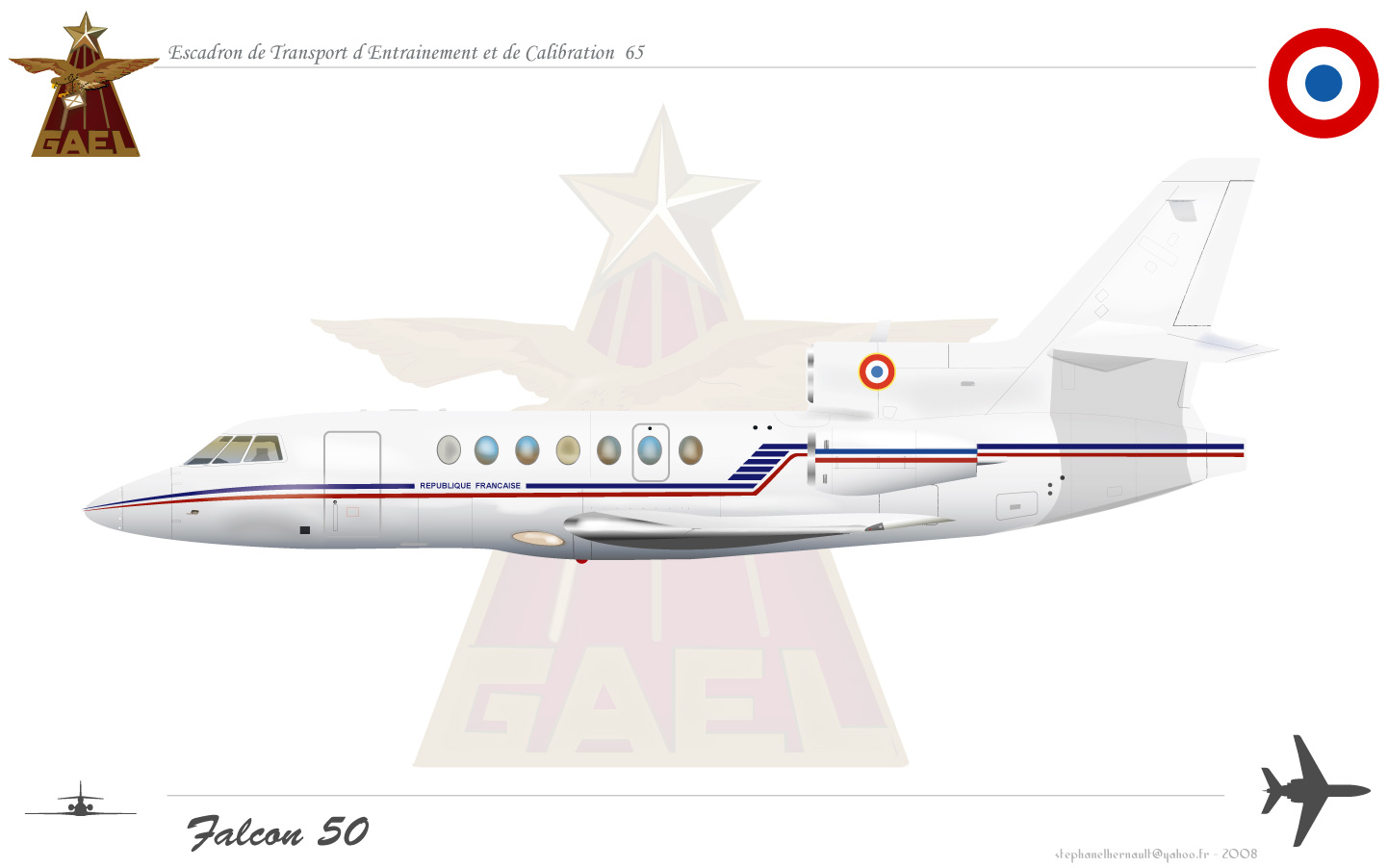
Dassault Falcon50 ETEC 65
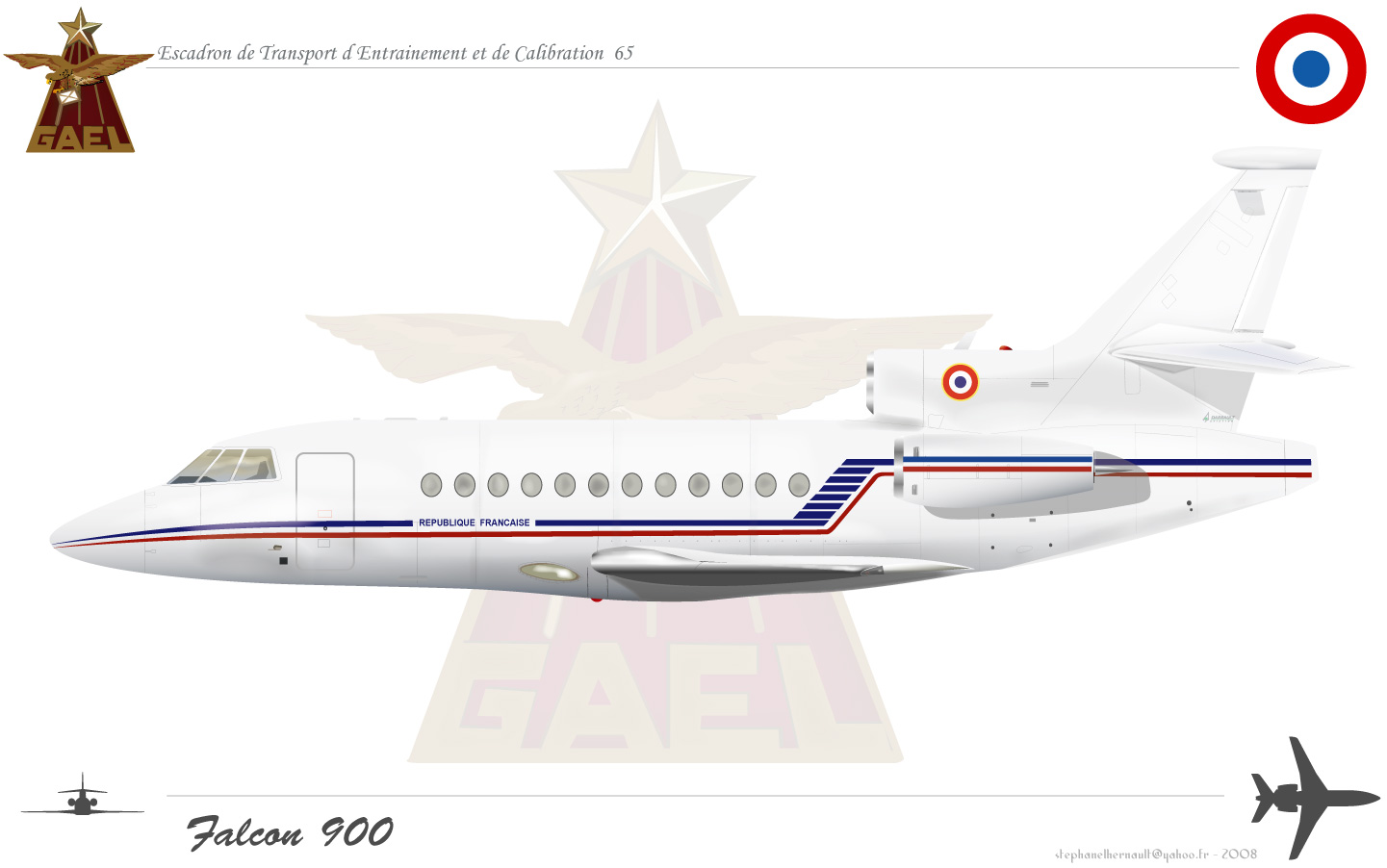
Dassault Falcon 900 ETEC 65
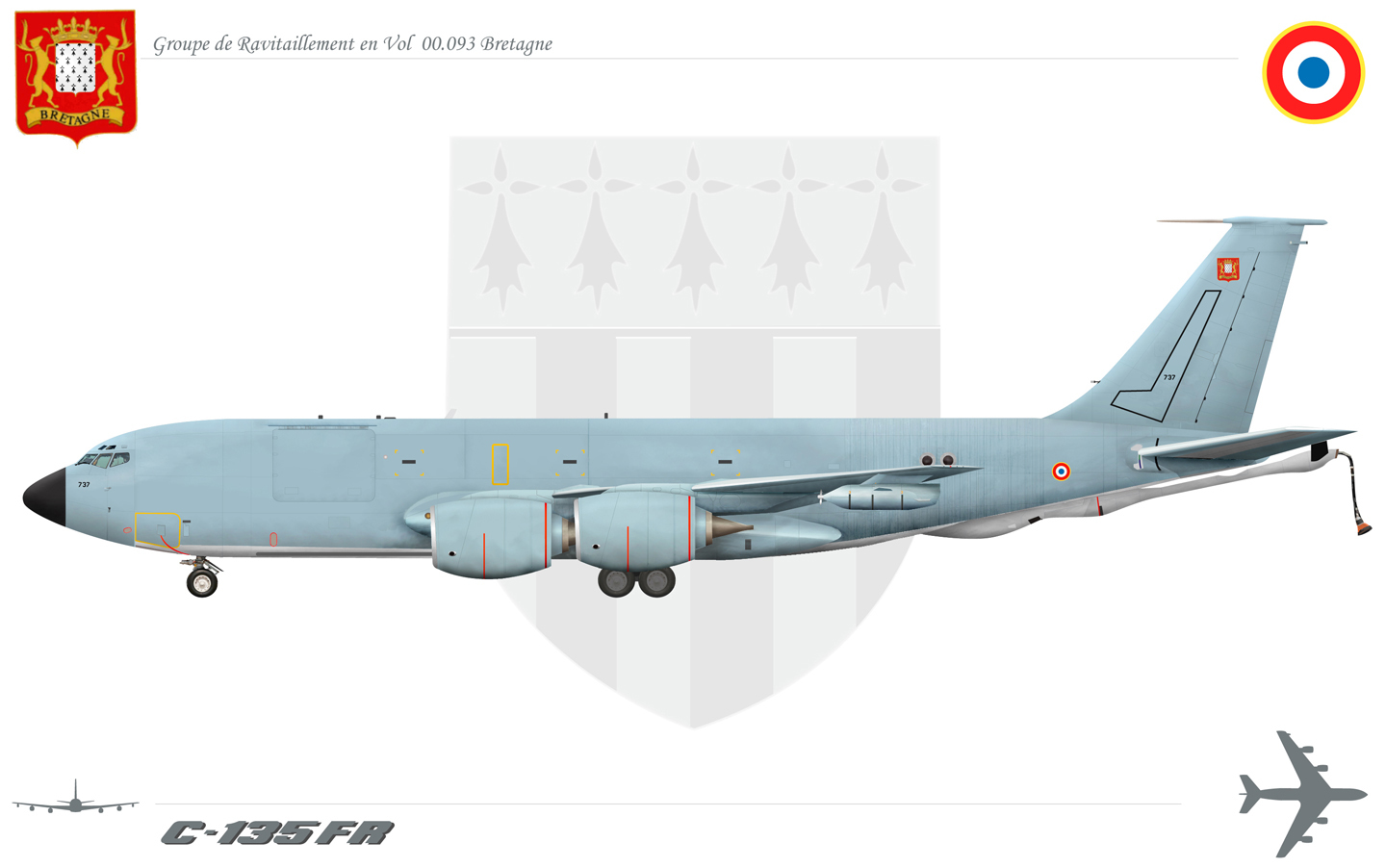
C135FR GRV 093 Bretagne

### المدربين

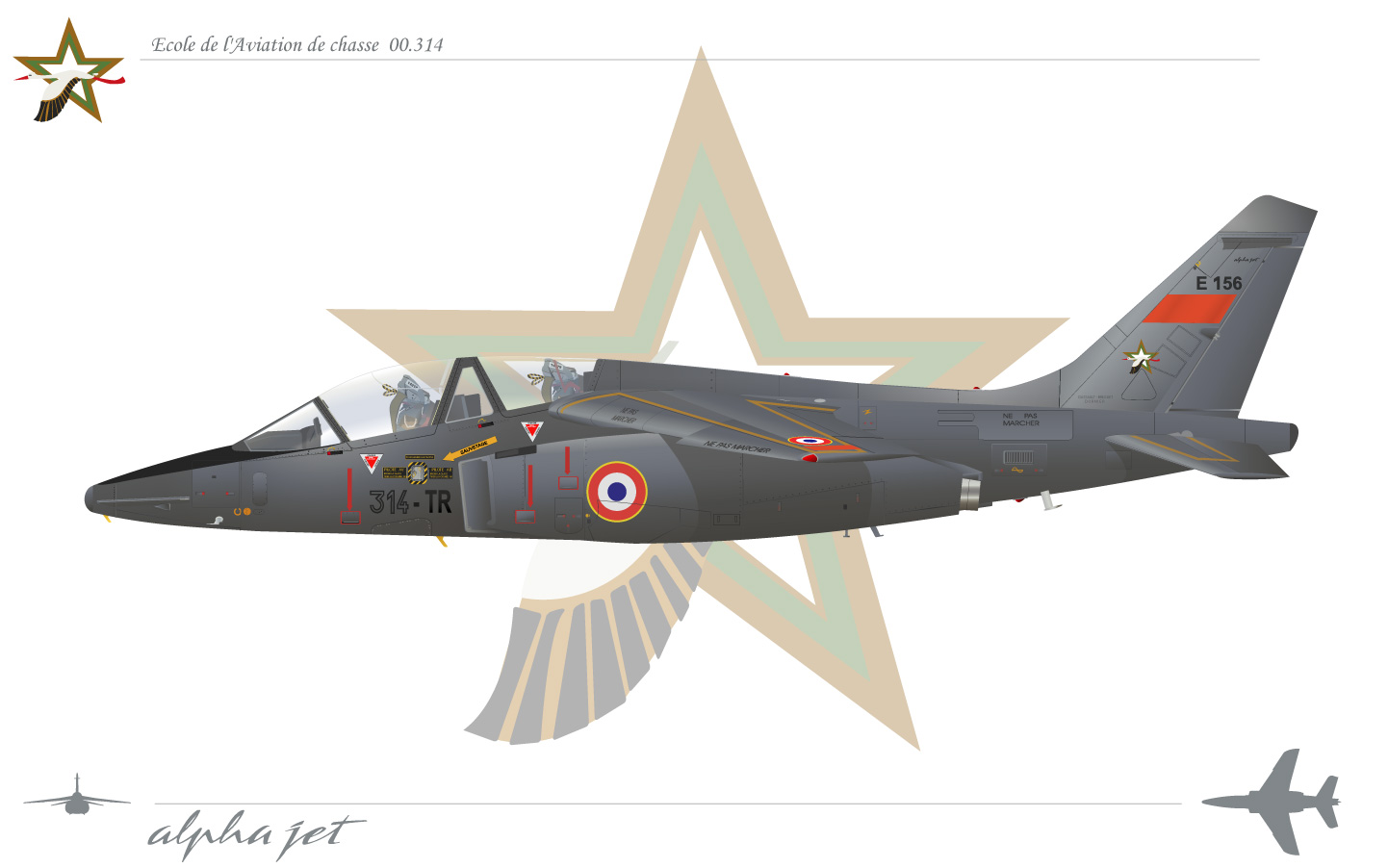
Alpha Jet E.A.C
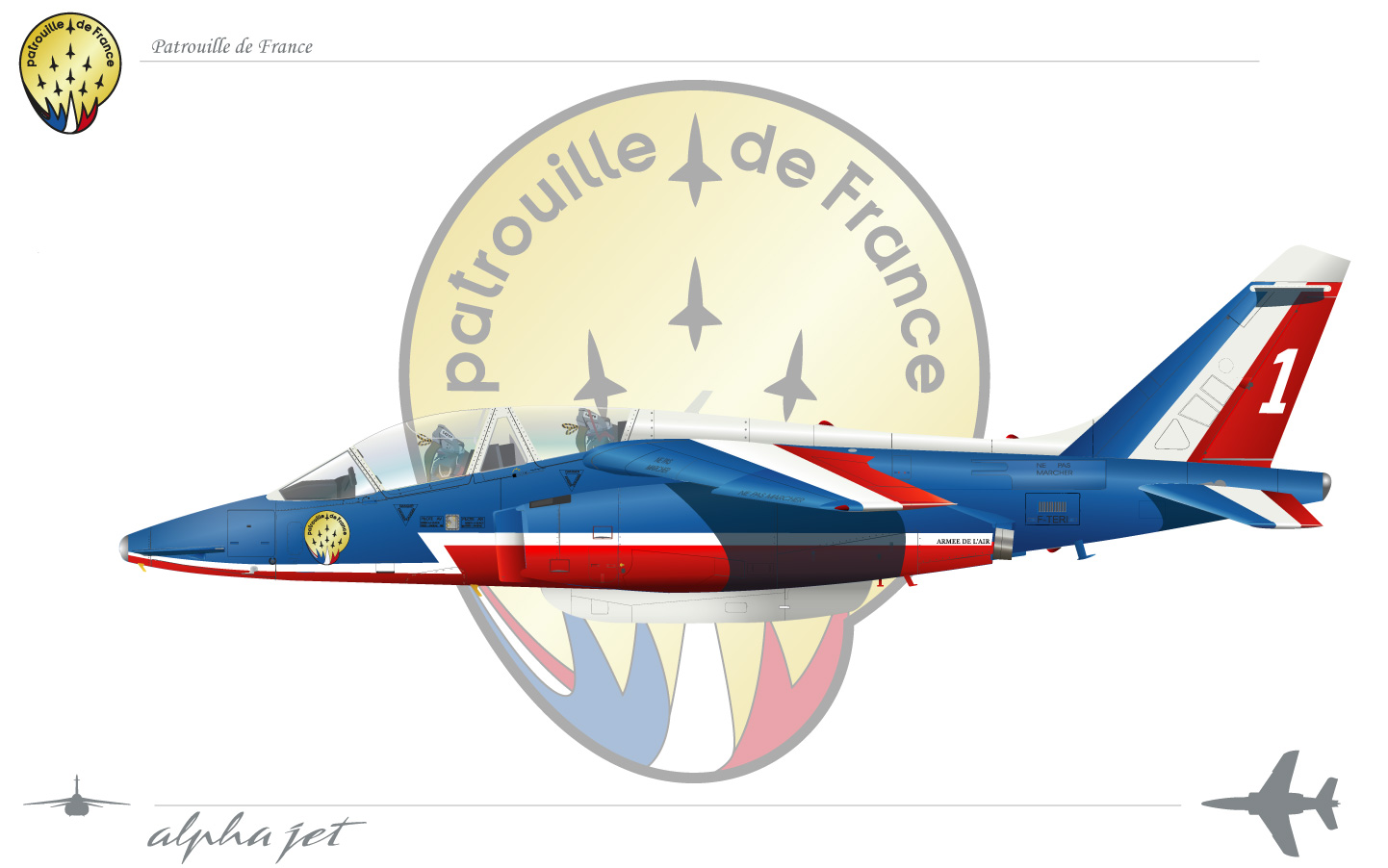
Alpha Jet دورية فرنسا
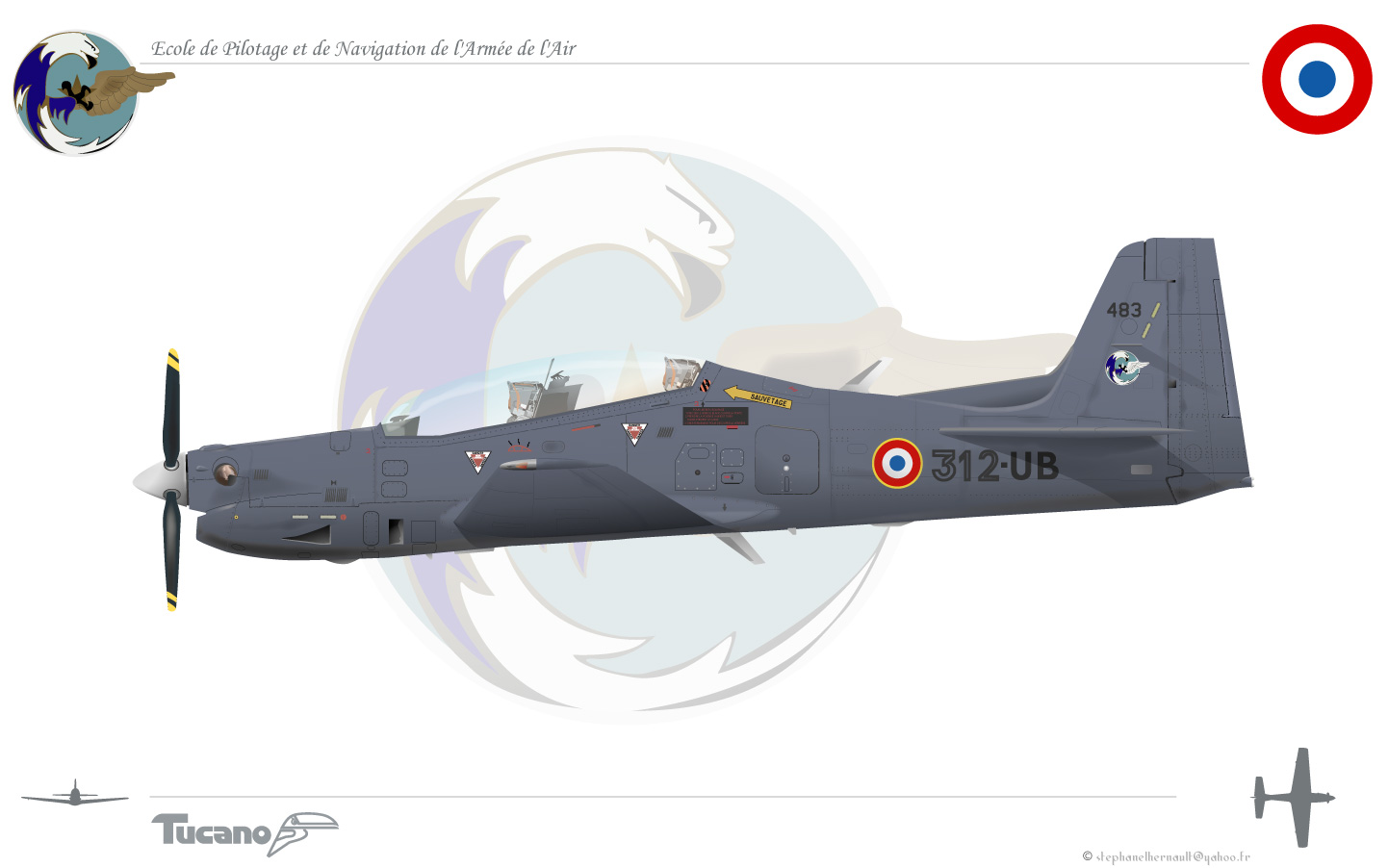
Embraer Tucano E.P.N.A.A
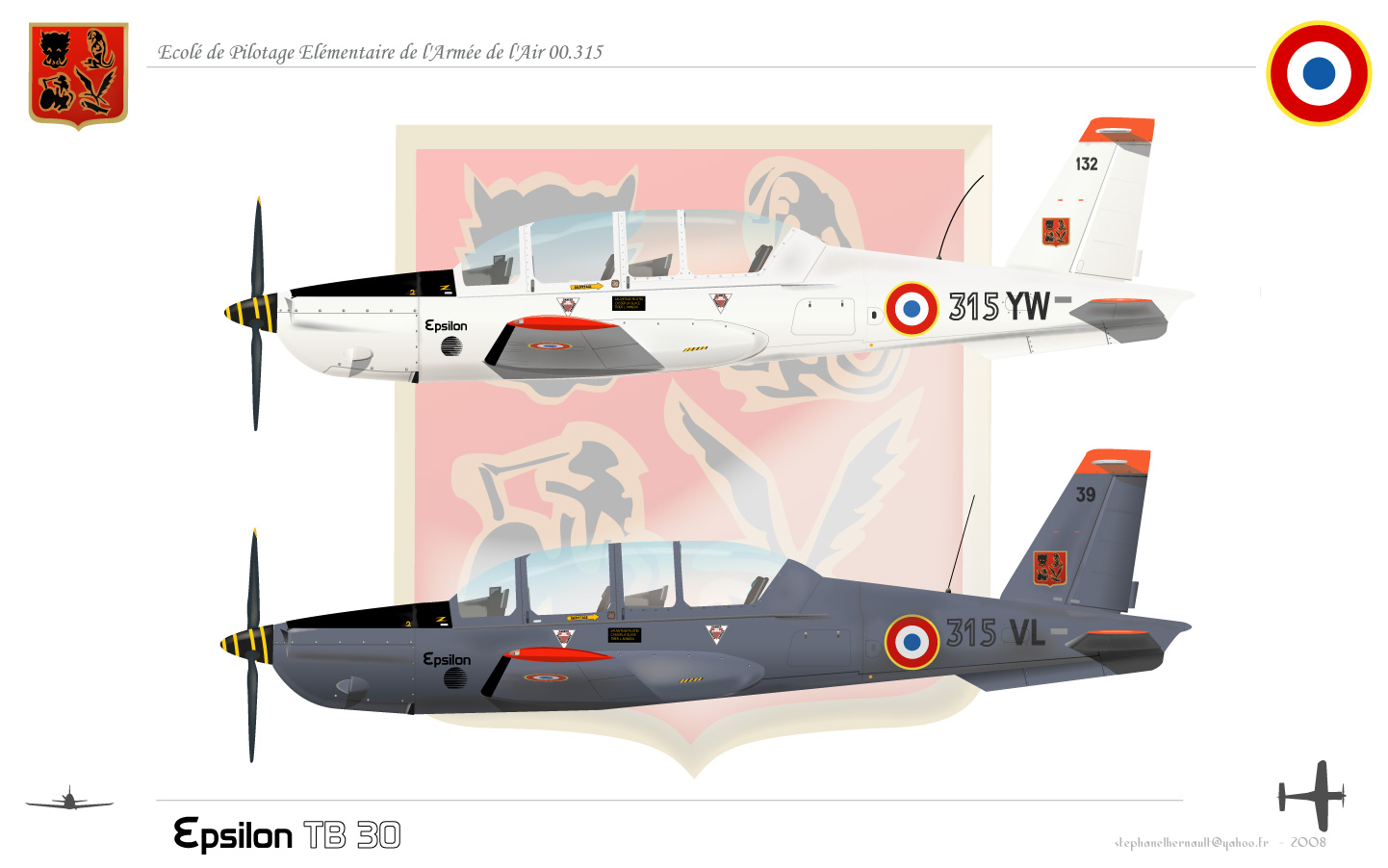
Socata Epsilon TB30 E.P.E.A.A
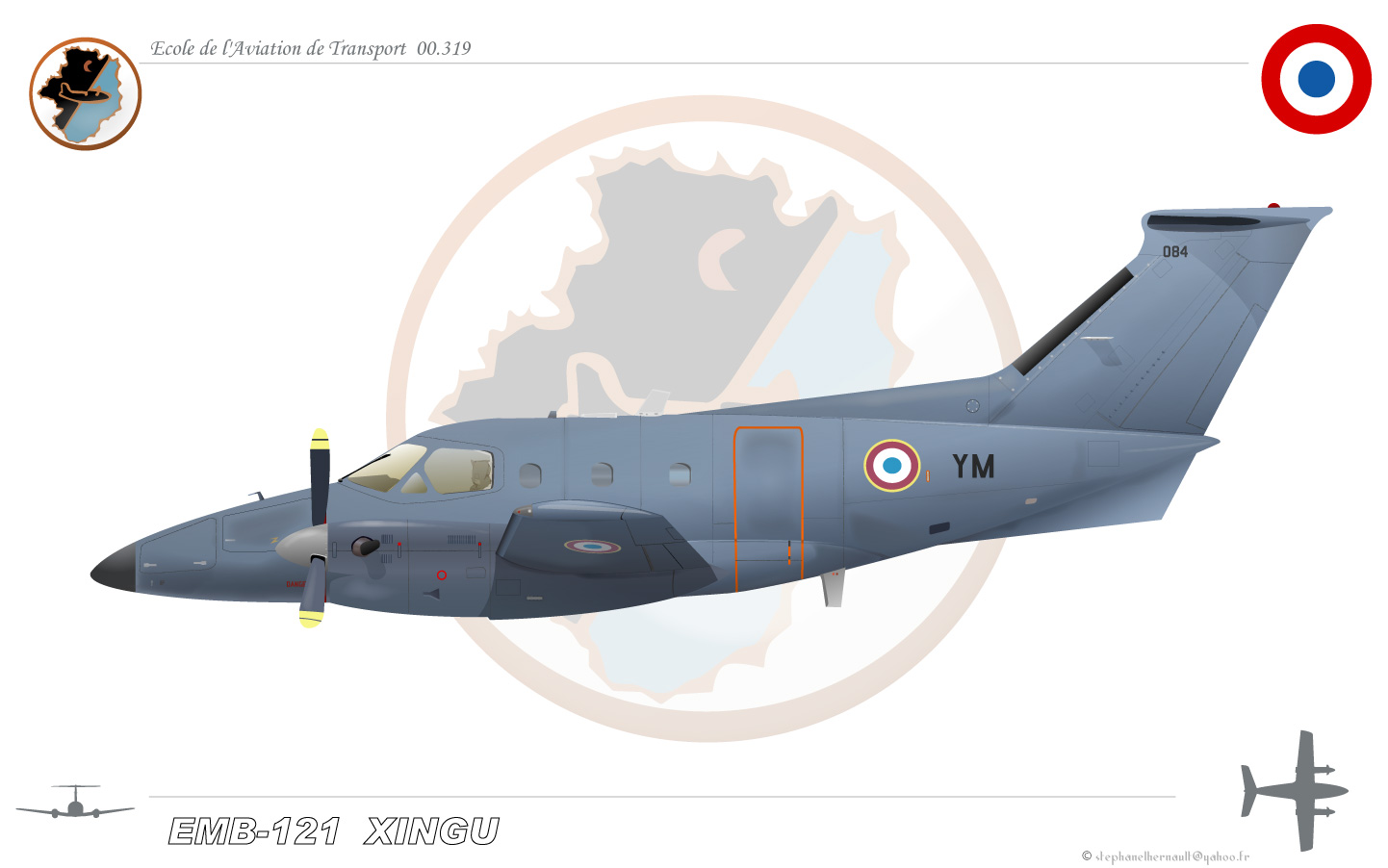
Embraer Xingu E.A.T